# August Eskelinen
August Eskelinen, né le 16 juillet 1898 à Iisalmi et décédé le 10 juin 1987 dans la même ville, est un patrouilleur militaire finlandais. Il a notamment remporté la médaille d'argent aux Jeux olympiques d'hiver de 1924 à Chamonix-Mont-Blanc en France dans la course par équipes de ski militaire avec ses trois compatriotes : Väinö Bremer, Heikki Hirvonen et Martti Lappalainen.

## Palmarès

### Jeux olympiques d'hiver
- Médaillé d'argent en ski militaire aux Jeux olympiques d'hiver de 1924 à Chamonix-Mont-Blanc ( France)